# Erebus hieroglyphica
Erebus hieroglyphica is een vlinder uit de familie van de spinneruilen (Erebidae). De wetenschappelijke naam van de soort is voor het eerst geldig gepubliceerd in 1773 door Drury.